# Drino curvipalpis
Drino curvipalpis là một loài ruồi trong họ Tachinidae.